# مجموعة سوميتومو
مجموعة سوميتومو (اليابانية: 住友 グ ル ー プ ، هيبورن: سوميتومو جوروبو) هي واحدة من أكبر مجموعات كيريتسو اليابانية ، أو مجموعات الأعمال ، التي أسسها ماساتومو سوميتومو حوالي عام 1615.

## الشركات الحالية التابعة للمجموعة
| الشركة                                  | الصناعة                                   |
| --------------------------------------- | ----------------------------------------- |
| شركة مازدا موتور                        | سيارات                                    |
| تأمين ميتسوي سوميتومو                   | تأمين                                     |
| شركةأن إي سي*                           | الإلكترونيات والمنتجات الكهربائية         |
| شركة نيبون لصناعة الزجاج المحدودة       | الزجاج                                    |
| شركة أوساكا لتقنيات التيتانيوم المحدودة | منتجات التيتانيوم                         |
| سوميشو لأنظمة الكمبيوتر                 | تكنولوجيا المعلومات                       |
| شركة سوميتومو الباكليت المحدودة.        | كيماويات                                  |
| سوميتومو كيميكال*                       | مواد كيميائية                             |
| شركة سوميتومو*                          | تجارة متكاملة                             |
| سوميتومو إلكتريك بوردنيتزي              | موردي قطع غيار السيارات                   |
| سوميتومو للصناعات الكهربائية المحدودة*  | الإلكترونيات والمنتجات الكهربائية         |
| شركة سوميتومو للغابات المحدودة.         | الأخشاب والإسكان                          |
| سوميتومو للصناعات الثقيلة*              | الآلات والأسلحة وبناء السفن               |
| سوميتومو للتأمين على الحياة             | التأمين                                   |
| نيبون ستيل*                             | الصلب                                     |
| شركة سوميتومو للتعدين المحدودة.*        | معادن غير حديدية                          |
| مجموعة سوميتومو ميتسوي المالية*         | التمويل                                   |
| سوميتومو ميتسوي للإنشاءات               | الإنشاءات                                 |
| سوميتومو ميتسوي تراست هولدينجز*         | التمويل                                   |
| أسمنت سوميتومو أوساكا*                  | أسمنت                                     |
| منتجات سوميتومو الدقيقة                 | الآلات الدقيقة                            |
| شركة سوميتومو العقارية والتطوير*        | عقارات                                    |
| سوميتومو ريكو                           | مواد المطاط للمركبات والطابعات والإنشاءات |
| سوميتومو للصناعات المطاطية              | اطارات و منتجات المطاط                    |
| شركة مستودعات سوميتومو المحدودة.        | المستودعات                                |

* شركة تأسيسية لمؤشر نيكاي 225 .